# Polypedates
A Polypedates a kétéltűek (Amphibia) osztályába, a békák (Anura) rendjébe és az evezőbékafélék (Rhacophoridae) családjába tartozó nem. 

## Taxonómiai helyzete
A Polypedates nem elhatárolása a vele szoros kapcsolatban álló Rhacophorus nemtől nem volt egyszerű. A korábbiakban a jelenlegi nemet gyakran teljes egészében a Rhacophorus nem részének tartották. A molekuláris filogenetikai vizsgálatok azonban alátámasztják a két külön nem létét. A Polypedates és a Taruga nem a Feihyla  és a Rhacophorus testvér taxonja.
A Trachyhyas nemet Günther 1859-ben a Polypedates szinonímájaként sorolta be.

## Előfordulásuk
A nembe tartozó fajok a Dél- és Délkelet-Ázsiában honosak.

## Rendszerezés
A nembe az alábbi fajok tartoznak:
- Polypedates assamensis Mathew & Sen, 2009
- Polypedates bengalensis Purkayastha, Das, Mondal, Mitra & Das, 2019
- Polypedates braueri (Vogt, 1911)
- Polypedates colletti (Boulenger, 1890)
- Polypedates cruciger Blyth, 1852
- Polypedates discantus Rujirawan, Stuart & Aowphol, 2013
- Polypedates hecticus Peters, 1863
- Polypedates himalayensis (Annandale, 1912)
- Polypedates impresus Yang, 2008
- Polypedates insularis Das, 1995
- Polypedates iskandari Riyanto, Mumpuni & McGuire, 2011
- Polypedates leucomystax (Gravenhorst, 1829)
- Polypedates macrotis (Boulenger, 1891)
- Polypedates maculatus (Gray, 1830)
- Polypedates megacephalus Hallowell, 1861
- Polypedates mutus (Smith, 1940)
- Polypedates occidentalis Das & Dutta, 2006
- Polypedates otilophus (Boulenger, 1893)
- Polypedates pseudocruciger Das & Ravichandran, 1998
- Polypedates pseudotilophus Matsui, Hamidy & Kuraishi, 2014
- Polypedates ranwellai Wickramasinghe, Munindradasa & Fernando, 2012
- Polypedates subansiriensis Mathew & Sen, 2009
- Polypedates taeniatus (Boulenger, 1906)
- Polypedates teraiensis (Dubois, 1987)
- Polypedates zed (Dubois, 1987)